# Bab al-Faraj (Damascus)
Bab al-Faraj (tiếng Ả Rập: باب الفرج) (Cổng Giải Thoát) là một trong bảy cổng thành phố cổ của Damascus, Syria có vị trí ở phía bắc của thành phố. Cổng bao gồm một cổng đôi đã có hai chức năng: mang tính tiết kiệm kinh tế và để đánh lừa kẻ thù tấn công thành phố.